# Ahmad Ibrahim Dżuma Hasan
Ahmad Ibrahim Dżuma Hasan (arab. أحمد إبراهيم جمعه حسن ;ur. 18 lutego 1996) – egipski zapaśnik walczący w stylu klasycznym. Zajął 29. miejsce na mistrzostwach świata w 2017. Triumfator mistrzostw arabskich w 2018 i 2019. Mistrz Afryki juniorów w 2016 roku.